# Bernt Lund
Bernt Lund (14. juli 1812 i Solør - 30. oktober 1885 i Kristiania) var en norsk forfatter, far til Ole Wilhelm og Alf Lund.
Som søn af en bonde, der under felttoget 1808 havde udmærket sig som fører for en friskare, valgte Lund, efter et par års studium af teologi, at uddanne sig til officer (1837). Med ritmesters rang trådte han 1863 ud af hæren for helt at vie sig til vejbygning, som han alt i flere år havde deltaget i, og hvormed han fortsatte til 1878.
Fra ungdommen af havde han syslet med malerkunsten, under Fearnleys og Gudes vejledning, idet han som kavaleriløjtnant havde ligget med offentligt stipendium ved akademiet i Düsseldorf; en øjensygdom standsede imidlertid snart hans lovende kunstnerbane.
Hans æstetiske anlæg gav sig også udtryk i vers, som han offentliggjorde i tidsskriftpressen; de episke digte Trysil-Knud (1861) og Det arvede Sværd hører fremdeles til den klassiske skolelæsning. Et par år før sin død samlede han sine spredte publikationer i et lidet bind Nogle Digte (1882).